# Musica rock giapponese
Con musica rock giapponese (Lingua Giapponese: 日本のロック, Sistema Hepburn: Nihon no Rokku), a cui ci si riferisce spesso con l'abbreviazione dell'inglese "Japanese rock" in J-rock (Lingua Giapponese: ジェイ・ロック, Sistema Hepburn: Jei Rokku) ci si riferisce alla musica rock prodotta da artisti giapponesi. Influenzati dal rock americano e britannico degli anni '60, i primi gruppi rock del Giappone svilupparono quello che venne chiamato Group Sounds, con testi quasi esclusivamente in inglese. Il gruppo folk rock Happy End nei primi anni '70 è considerata tra le prime band a cantare musica rock in lingua giapponese. I gruppi punk rock Boøwy e The Blue Hearts e i gruppi hard rock / heavy metal X Japan e B'z portarono il rock giapponese della fine degli anni '80 ed inizio '90 ad ottenere un grande successo mainstream.
Gruppi rock come B'z e Mr. Children sono tra i gruppi musicali più venduti in Giappone. Festival rock come il Fuji Rock Festival sono stati introdotti alla fine degli anni '90 con presenze che hanno raggiunto un picco di 200.000 persone per festival, rendendolo il più grande evento musicale all'aperto del paese.

## Storia

### Gli anni '60 e l'adattamento della musica occidentale

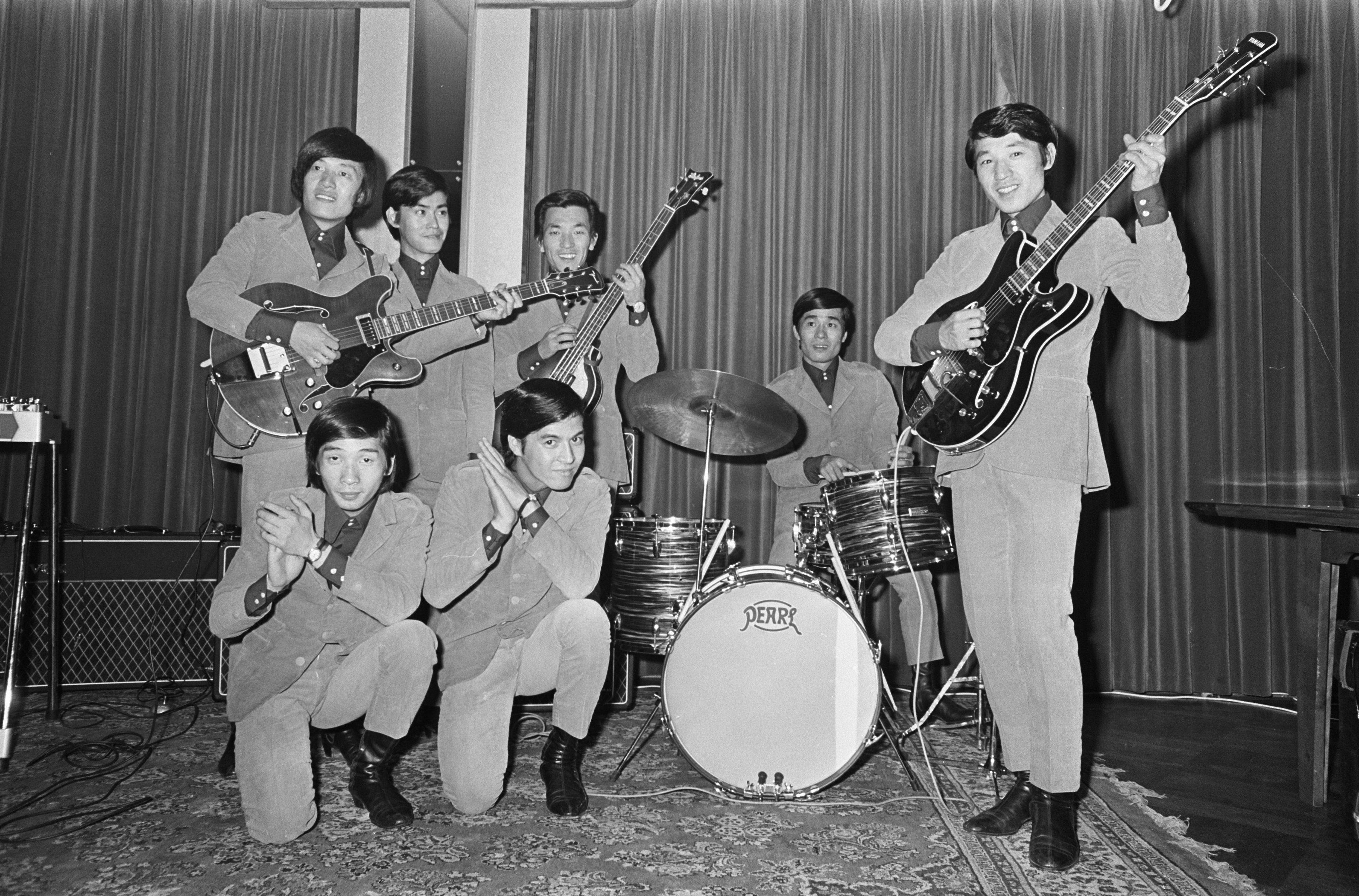
The Spiders nei Paesi Bassi nel 1966

Il rockabilly in Giappone crebbe in popolarità alla fine degli anni '50. Nonostante il contrasto dalle autorità locali, elementi di questo genere riuscirono comunque a raggiungere livelli di mainstream attraverso cantanti come Kyu Sakamoto.
Negli anni '60, molti gruppi rock giapponesi furono influenzati da musicisti rock occidentali come i Beatles, Bob Dylan e the Rolling Stones, insieme ad altra musica folklorica degli Appalachi, al rock psichedelico, alla musica mod e generi simili: questo fenomeno prese il nome di Group Sounds. John Lennon divenne in seguito uno dei musicisti occidentali più popolari del Giappone. Alla fine degli anni '60, gruppi di Group Sounds come The Tempters, the Tigers, the Golden Cups, the Ox, the Village Singers, the Carnabeats, the Mops, the Jaguars, the Wild Ones e the Spiders avevano grandi successi nazionali. Dopo il boom della Group Sounds, ci furono diversi cantautori folk influenzati da Bob Dylan e dalla musica folk americana. The Tigers erano una delle band Group Sounds più popolare dell'epoca. Più tardi, alcuni dei membri dei Tigers, dei Tempters e degli Spiders formarono il primo supergruppo giapponese, PYG.
I gruppi "New Rock" degli anni '70 come Power House, Blues Creation, Murasaki, Condition Green e Bow Wow portarono ulteriori innovazioni al rock giapponese. Dopo aver visto uno spettacolo dell'allora artista emergente Jimi Hendrix durante una visita in Europa, Yuya Uchida tornò a casa e formò Yuya Uchida & the Flowers nel novembre 1967 per introdurre in Giappone sonorità più decisamente psichedeliche.

### La diversificazione di generi degli anni '70

#### Folk Rock giapponese

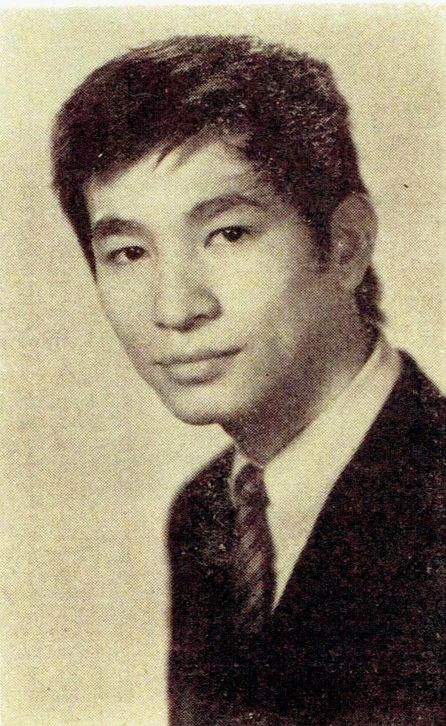
Yūya Uchida nel 1963

Gli Happy End sono stati il primo gruppo rock a cantare in lingua giapponese. Il loro album di debutto omonimo fu pubblicato nell'agosto 1970 dall'etichetta discografica sperimentale URC (Underground Record Club). Questo album ha segnato un importante punto di svolta nella storia della musica giapponese, poiché ha scatenato quella che sarebbe stata conosciuta come la "controversia rock in lingua giapponese [ ja ] " (日 本 語 ロ ッ ク 論争, Nihongo Rokku Ronsō ). Ci furono dibattiti di grande risonanza tenuti tra figure di spicco dell'industria rock, in particolare i membri di Happy End e Yuya Uchida, riguardo alla sostenibilità della musica rock giapponese cantata interamente in giapponese. Il successo dell'album di debutto degli Happy End e del loro secondo, Kazemachi Roman, pubblicato nel novembre 1971, ha dimostrato il valore della musica rock in lingua giapponese in Giappone.
Carol (guidato da Eikichi Yazawa), RC Succession e Funny Company erano particolarmente famosi e hanno contribuito a definire il nuovo suono folk giapponese. A partire dalla fine degli anni Sessanta, ma per lo più attivi negli anni Settanta, ci furono musicisti che mescolavano musica rock con elementi folk e pop rock in stile americano. Musicisti folk rock come Tulip, Banban, Garo, Yosui Inoue erano popolari nella scena musicale nazionale.

#### Tra rock progressivo, electtronica e Techno pop

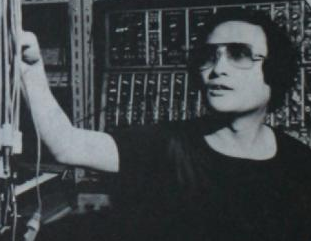
Isao Tomita nel 1977

Diversi musicisti giapponesi iniziarono a sperimentare con il rock elettronico all'inizio degli anni '70. Il più notevole è stato Isao Tomita, famoso a livello internazionale, il cui album del 1972 Electric Samurai: Switched on Rock conteneva interpretazioni di sintetizzatori elettronici di brani rock e pop contemporanei. Altri tra i primi esempi di dischi di rock elettronico includono l'album folk rock e pop rock di Inoue Yousui intitolato Ice World (1973) e l'album di rock progressivo Benzaiten (1974) di Osamu Kitajima, entrambi con contributi di Haruomi Hosono, che in seguito ha fondato il gruppo di musica techno pop "Yellow Magic Band" (in seguito noto come Yellow Magic Orchestra) nel 1977.

#### L'Hard rock e l'heavy metal

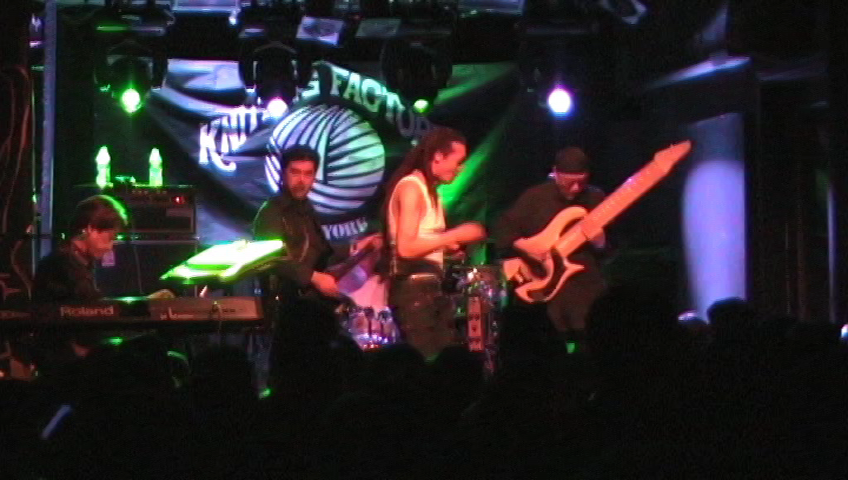
I Flower Travellin 'Band dal vivo alla Knitting Factory, 2010

Uchida sostituì tutti i membri dei The Flowers tranne il batterista e li ha ribattezzati Flower Travellin 'Band per l'album Anywhere dell'ottobre 1970 , che includeva cover della band hard rock Black Sabbath e del gruppo rock progressivo King Crimson. In seguito si trasferirono in Canada e pubblicarono il loro primo album di materiale originale intitolato Satori che uscì nell'aprile 1971 ed è ora considerato un antesignano della musica heavy metal ed assieme a Kirikyogen, del doom metal. I gruppi heavy metal giapponesi iniziarono ad emergere alla fine degli anni '70 con band come Bow Wow (1975), 44 Magnum (1977) e Earthshaker (1978). Nel 1977, i Bow Wow aprirono concerti degli Aerosmith e dei Kiss nei loro tour giapponesi. Si sono esibiti sia al Montreux Jazz Festival in Svizzera che al Reading Festival in Inghilterra nel 1982. Con il cambio di formazione e l'adozione di un suono più commerciale, la band cambiò il nome in Vow Wow, trasferendosi in Inghilterra. Il loro album del 1989 Helter Skelter raggiunse il numero 75 della UK Albums Chart.

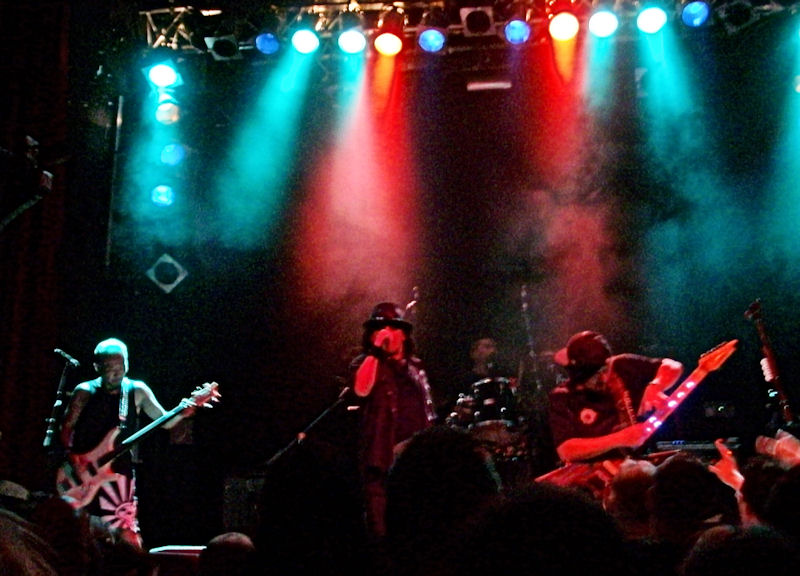
I Loudness dal vivo ad Amburgo, 2010

Negli anni '80 si formò un gran numero di band heavy metal giapponesi. I Loudness nacquero nel 1981 dagli ex membri dei Lazy Akira Takasaki e Munetaka Higuchi. Nel 1983 fecero tournée negli Stati Uniti e in Europa e presto iniziarono a concentrarsi maggiormente su una carriera internazionale. Grazie al contratto del 1985 con la Atco Records, i Loudness divennero il primo gruppo metal giapponese a firmare con una major negli Stati Uniti. I loro album Thunder in the East (1985), Lightning Strikes (1986) e Hurricane Eyes (1987) raggiunsero i numeri 74, 64 e 190 nella classifica di Billboard. I Loudness hanno sostituito il cantante Minoru Niihara con il cantante americano Michael Vescera nel 1988, nel tentativo fallito di aumentare la loro popolarità internazionale. La band era popolare negli Stati Uniti tra i fan dell'heavy metal. Negli anni ottanta poche band avevano membri femminili, come la band tutta al femminile Show-Ya composta da Keiko Terada, Terra Rosa e Kazue Akao alla voce. Nel settembre 1989 fu pubblicato l'album Outerlimits delle Show-Ya, che raggiunse il numero 3 nella classifica degli album di Oricon.

### Gli anni '80 tra punk rock e visual kei

#### Il band boom dal punk rock al rock alternativo

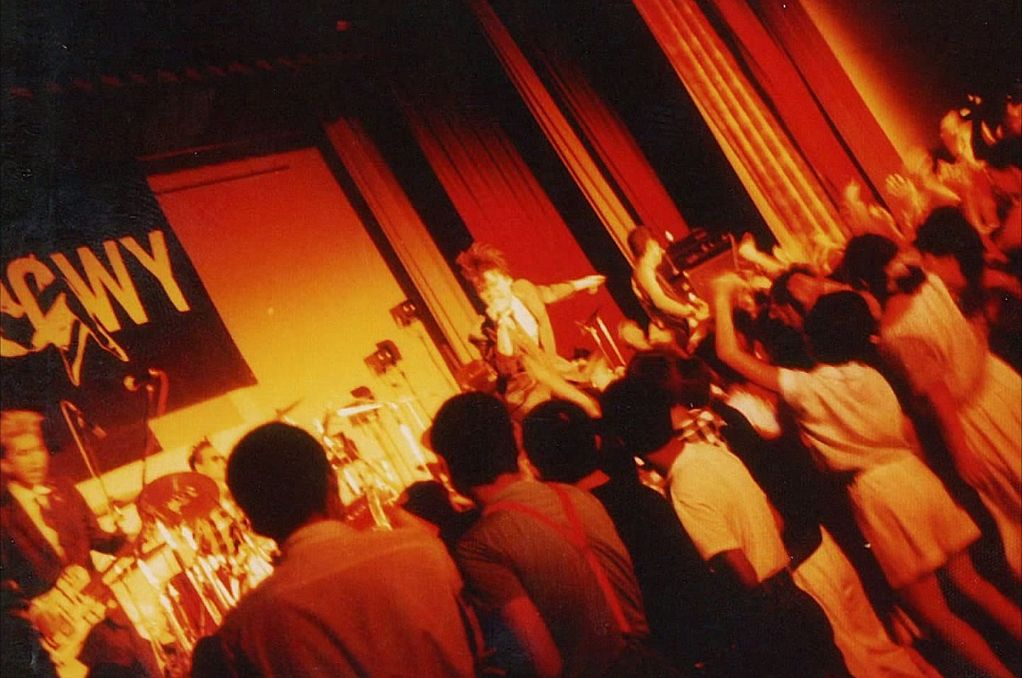
Boøwy dal vivo nel 1984

I primi esempi di punk rock giapponese includono SS, Star Club, The Stalin, Inu, Gaseneta, Bomb Factory, Lizard (che furono prodotti dagli Stranglers) e Friction (il cui chitarrista Reck aveva precedentemente suonato con Teenage Jesus and the Jerks prima di tornare a Tokyo) e the Blue Hearts. La prima scena punk è stata immortalata su pellicola da Sogo Ishii, che ha diretto il film del 1982 Burst City con un cast di gruppi/musicisti punk e ha anche girato video per The Stalin. La scena indipendente comprendeva anche un numero eterogeneo di artisti alternative rock/post-punk/new wave come Aburadako, P-Model, Uchoten, Auto-Mod, Buck-Tick, Guernica e Yapoos (entrambi con Jun Togawa), G- Schmitt, Totsuzen Danball e Jagatara, insieme a band noise/industrial come Hijokaidan e Hanatarashi.

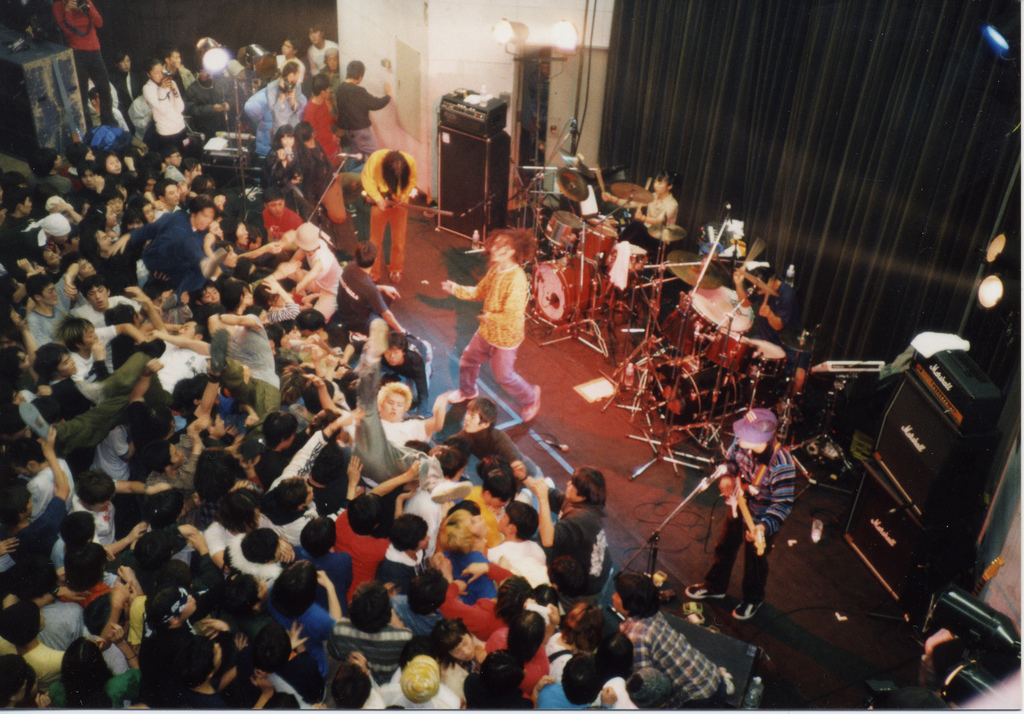
Boredoms dal vivo

Negli anni '80, band come Boøwy hanno ispirato quello che viene chiamato il "Band Boom" (バ ン ド ブ ー ム, Bando Būmu ), rendendo popolare la formazione di gruppi rock. Nel 1980, Huruoma e Ry Cooder, un musicista americano, collaborarono a un album rock con Shoukichi Kina, forza trainante della già citata band di Okinawa Champloose. A loro seguirono Sandii & the Sunsetz, che hanno ulteriormente mescolato influenze giapponesi e di Okinawa. Si formarono gruppi rock alternativi come Shonen Knife, Boredoms e The Pillows. Kurt Cobain dei Nirvana ha ammesso di essere un fan di Shonen Knife durante il tour delle ragazze a Los Angeles nel 1991. Cobain in seguito ha chiesto alla band di unirsi a loro in un tour negli Stati Uniti.

#### La nascita del visual kei
Sempre durante gli anni 1980, alcuni gruppi metal e rock giapponesi diedero vita al movimento noto come visual kei: band come X Japan, Dead End, Buck-Tick, D'erlanger e Color recuperarono lo stile visivo e musicale del glam rock e del glam metal occidentali e li rinnovarono attraverso nuovi stimoli estetici e culturali. Anche se il movimento nacque nei primi anni '80, questi gruppi raggiunsero la grande popolarità solo verso la fine del decennio, in particolare grazie ai tre album dei Buck-Tick Seventh Heaven (1988), Taboo (1989) e Aku no hana (1990) che raggiunsero rispettivamente le posizioni 3, 1 e 1 della classifica Oricon.
Nell'aprile 1989  Blue Blood, il secondo album degli X Japan, raggiunse la sesta posizione e vendette 712.000 copie; il motto «crime of visual shock» riportato in copertina è generalmente considerato la fonte da cui è nato il nome "visual kei". Il loro terzo e più venduto album Jealousy fu pubblicato nel luglio 1991, raggiungendo la vetta delle classifiche e vendendo oltre 1 milione di copie; anche i successivi Art of Life (1993) e Dahlia (1996) raggiunsero il vertice della classifica. Nonostante gli X Japan abbiano firmato un contratto discografico americano con Atlantic Records nel 1992, nessun loro lavoro ha mai goduto di un'uscita internazionale. Il gruppo si è sciolto nel 1997 per consentire ai membri di continuare carriere soliste, ma si è riformato nel 2007 per intraprendere attività dal vivo; la formazione originale ha perso il primo chitarrista Hide e il bassista Taiji, deceduti in circostanze tragiche rispettivamente nel 1998 e 2011.
Altre band di particolare successo popolare negli anni 1990 sono state i Luna Sea e i Glay, embrambe con album da milioni di copie, a cui si aggiungono gruppi di culto come Malice Mizer, La'cryma Christi e Siam Shade.

### Nuovi sviluppi tra anni '90 e '00

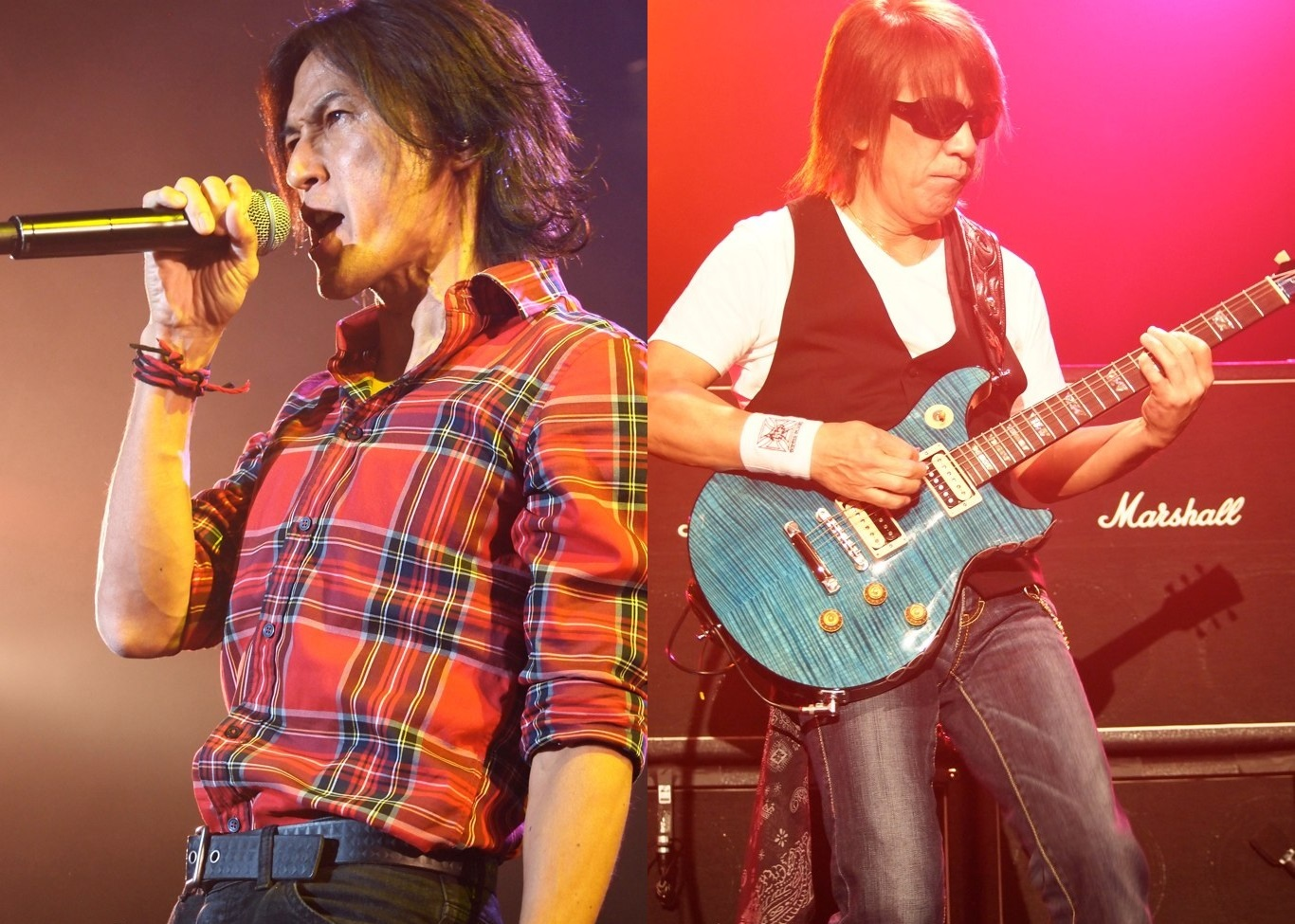
I B'z in concerto

Negli anni '90 hanno raggiunto il successo commerciale musicisti rock giapponesi come B'z, Mr. Children, Glay, Southern All Stars, Malice Mizer, Dir en grey, Shazna, Janne Da Arc, L'Arc-en-Ciel, Tube, Spitz, Wands, T-Bolan, Judy and Mary, Deen, Lindberg, Sharam Q, Yellow Monkey, Brilliant Green e Dragon Ash. i B'z sono la band più venduta in Giappone con oltre 86 milioni di dischi confermati venduti e si ipotizza che ne abbiano venduto 100 milioni in tutto il mondo. Il duo è anche la prima band asiatica ad essere inserita nel RockWalk del Guitar center di Hollywood
Negli anni '90, l'anime stava diventando il genere musicale più venduto in Giappone. L'ascesa del pop usa e getta fu collegata alla popolarità del karaoke, portando a critiche sul fatto che sia consumista: Kazufumi Miyazawa del The Boom ha detto "Odio comprare, ascoltare, buttare via e cantare in una mentalità da bar karaoke". La band visual kei Luna Sea ha ottenuto la canzone di successo I for You (tema del dramma televisivo). I gruppi ska-punk della fine degli anni novanta che si estendono negli anni 2000 includono Shakalabbits e 175R.
Il primo Fuji Rock Festival è stato inaugurato nel 1997. L'anno seguente, Supercar pubblicò il suo influente album di debutto Three Out Change. Descritti come portatori di "un'importanza quasi fondamentale per l'indie rock giapponese del XXI secolo" i Supercar sono rimasti attivi fino al 2005 con i loro album successivi decisamente più rivolti al rock elettronico Supercar rimasero attivi fino al 2005 con i loro album successivi contenenti più rock elettronico.
Più o meno nello stesso periodo, band come Quruli e Number Girl avevano iniziato a influenzare profondamente il rock alternativo giapponese. Il critico musicale Ian Martin ha scritto che, insieme ai Supercar, questi gruppi avevano dimostrato che "i gruppi rock giapponesi potevano competere con le band alternative britanniche e americane degli anni '90 sul loro stesso campo [...] e così facendo, avevano gettato nuove basi per Il rock giapponese che si svilupperà autonomamente da questo punto in poi."
Il Rising Sun Rock Festival è stato inaugurato nel 1999. Il Summer Sonic Festival e il Rock in Japan Festival aprirono nel 2000. Nuove band come Bump of Chicken, ONE OK ROCK, Sambomaster, Asian Kung-Fu Generation, Orange Range, Remioromen, Uverworld e Aqua Timez hanno raggiunto il successo. Anche band affermate come B'z, Mr. Children, Glay e L'Arc-en-Ciel continuano a scalare le classifiche, sebbene B'z e Mr. Children siano le uniche band a mantenere alti standard di vendita nel corso degli anni.

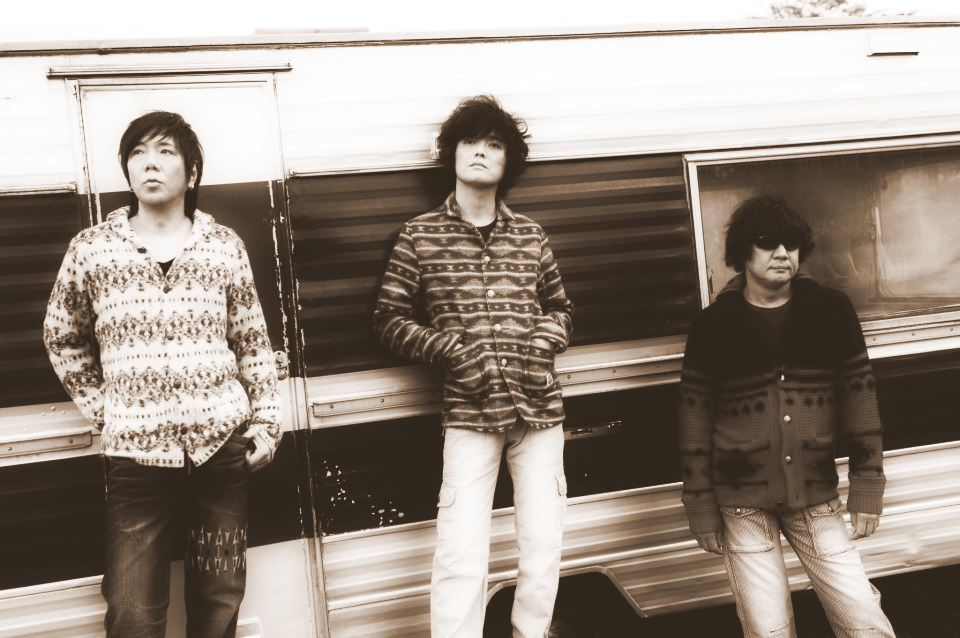
The Pillows nel 2011

Il rock giapponese ha una vitale scena rock underground, meglio conosciuto a livello internazionale per gruppi noise rock come Boredoms e Melt Banana, così come gruppi stoner rock come Boris e gruppi alternativi come Shonen Knife, Pizzicato Five e the Pillows ( he ha ottenuto l'attenzione internazionale nel 1999 per la colonna sonora di FLCL). Altri gruppi indie rock internazionali degni di nota sono Mono e Nisennenmondai.
Negli anni 2000, il numero di gruppi rock composti da sole donne ha iniziato a crescere. Tra questi, due dei primi gruppi a raggiungere il successo furono Zone e Chatmonchy. Il gruppo Zone, inizialmente progettato per essere un gruppo Idol (Giappone), è invece diventato un gruppo rock. Grazie al contributo di uno dei produttori, che aveva deciso di metterle in scena con strumenti musicali, ottenendo buoni consensi. Tsushimamire è un gruppo di sole donne ancora oggi in attività. Come artiste indie incidono brani di carattere Art-Punk.
Il quartetto di Osaka, Scandal, è stato creato nel 2006 e ha venduto 52.956 copie del loro album di debutto nel 2009. Successivamente, i loro album sono diventati dei bestseller. Questo successo li ha portati a diventare famosi in tutto il mondo e in seguito li ha portati in diverse tournée all'estero. Nel 2018, Scandal ha fondato la propria etichetta chiamata her.

### Gli anni '10

#### Il New band boom

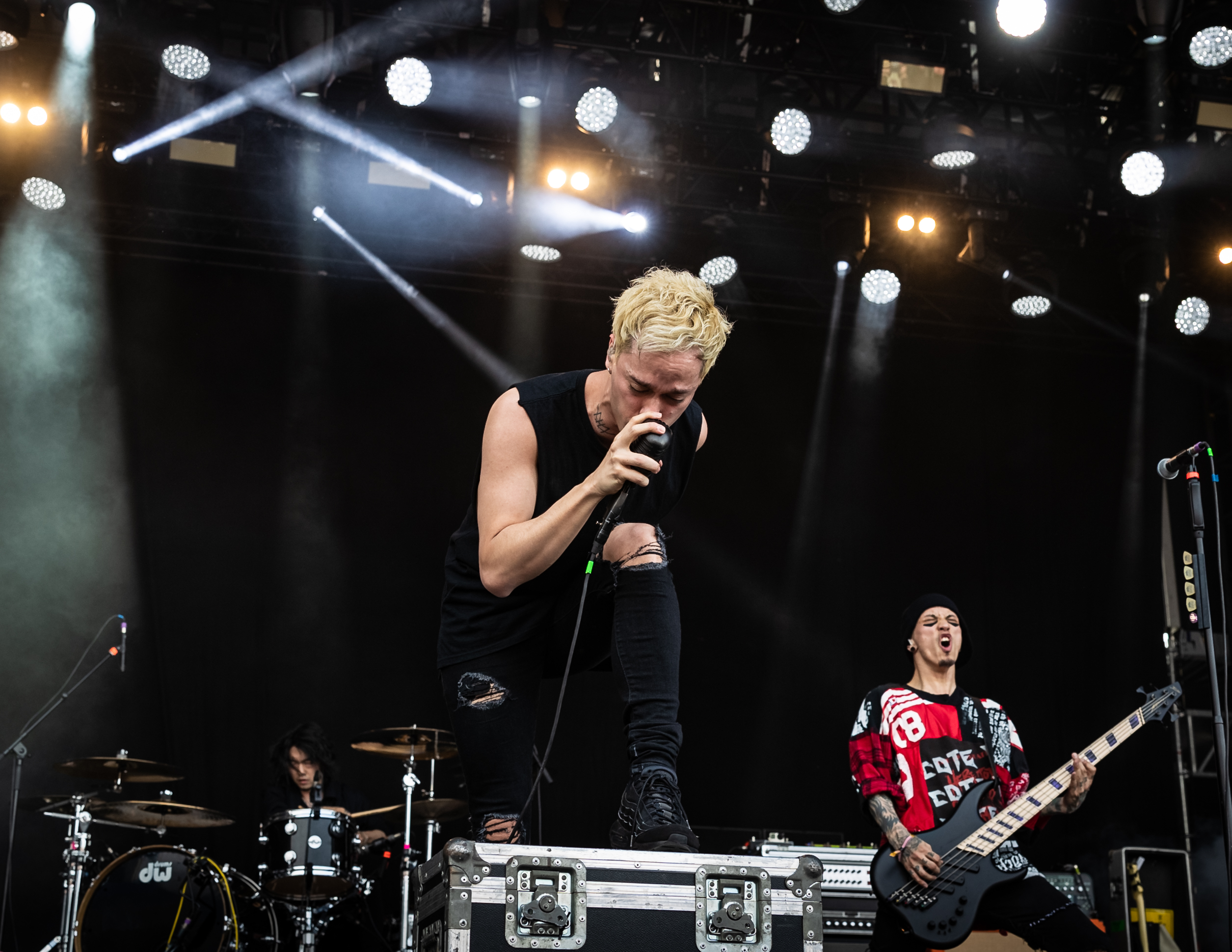
Post-hardcore band Coldrain performing in 2019. One of the few Japanese rock bands who write and sing all of their music in English.

Durante la fine degli anni '00 c'era un numero crescente di band che avevano costruito una solida base di fan prima della loro principale svolta nell'industria musicale. La band indie Flumpool ha venduto oltre un milione di copie del loro primo singolo digitale Hana ni nare. Gli Sakanaction si sono esibiti nel loro primo concerto dal vivo al Nippon Budokan riscuotendo un grande successo con i loro singoli Aruku Around e Rookie. I Sakanaction sono stati definiti come un tipo diverso di band da quando hanno sperimentato la musica elettronica e il synthrock. Altre band che sono diventate mainstream includevano Gesu no Kiwami Otome, Sekai no Owari e Alexandros. A causa dell'improvviso aumento delle band indie e rock in generale che competevano con gli artisti J-Pop contemporanei, il movimento è stato definito dai media un "new band boom" ed è stato elogiato come un cambiamento nella musica giapponese in generale. Poiché queste band non fanno affidamento su un suono molto pesante ma adottano un approccio più morbido e orecchiabile, si sono rivelate più attraenti per i fan del pop che non hanno familiarità con il rock

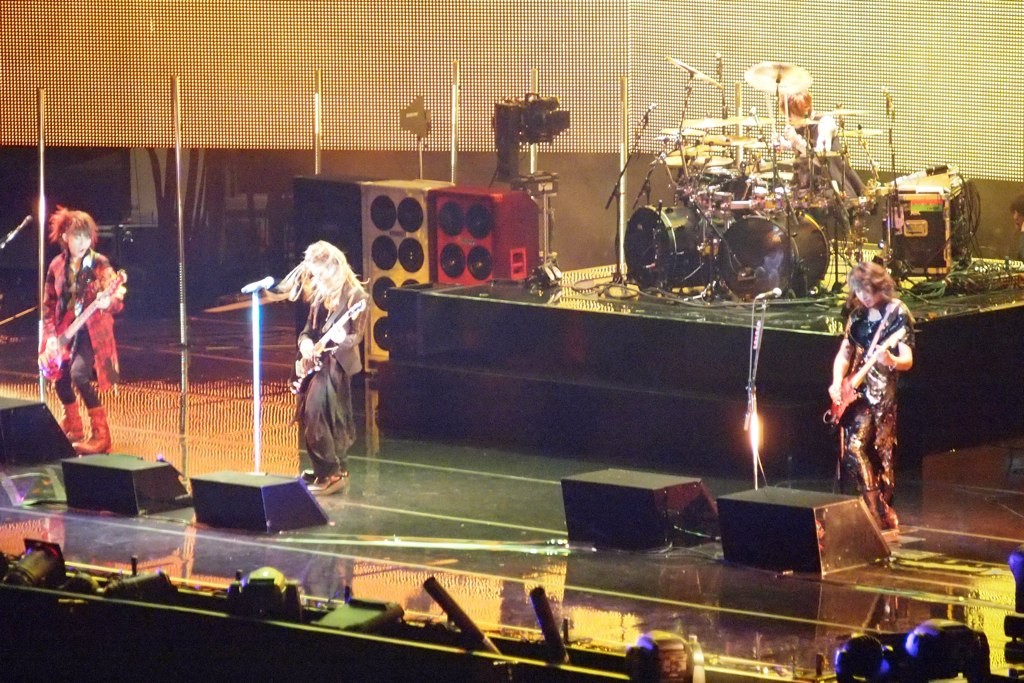
L'Arc~en~Ciel performing at Madison Square Garden

Gruppi rock veterani come L'Arc~en~Ciel e X Japan hanno registrato il tutto esaurito, tra le altre grandi arene negli Stati Uniti, anche ai concerti al Madison Square Garden rispettivamente nel 2012 e nel 2014. A partire dal 2015, il chitarrista slap Miyavi, che aveva intrapreso il tour internazionale di maggior successo di un artista giapponese nel 2008, esibendosi in 250 concerti in più di trenta paesi in tutto il mondo. Nel 2016, One OK Rock è diventata la prima band giapponese ad esibirsi alla Taipei Arena di Taiwan, e ha registrato il tutto esaurito in sedi come l'AsiaWorld-Arena di Hong Kong e la Mall of Asia Arena nelle Filippine, rendendola una delle più grandi esibizioni della band al di fuori del Giappone, con una partecipazione media di dodicimila persone ad ogni concerto.

#### Il Girls Metal Band Boom
Il decennio ha visto anche il "Girls Metal Band Boom" (ガ ー ル ズ ・ メ タ ル ・ バ ン ド ・ ブ ー ム), con un gran numero di band heavy metal tutte al femminile che si sono formate e hanno ottenuto l'attenzione del mainstream. Sebbene non siano le apripista del genere, le Aldious sono state citate tra le iniziatorici del movimento quando il loro album di debutto Deep Exceed (2010) ha raggiunto la vetta della Oricon Indies Albums Chart e ha raggiunto il numero 15 della classifica principale. Un'altra band metal femminile degna di nota è Cyntia, che si ritiene sia stata la prima del movimento a firmare per un'importante etichetta discografica quando si sono unite alla Victor Entertainment nel 2013.

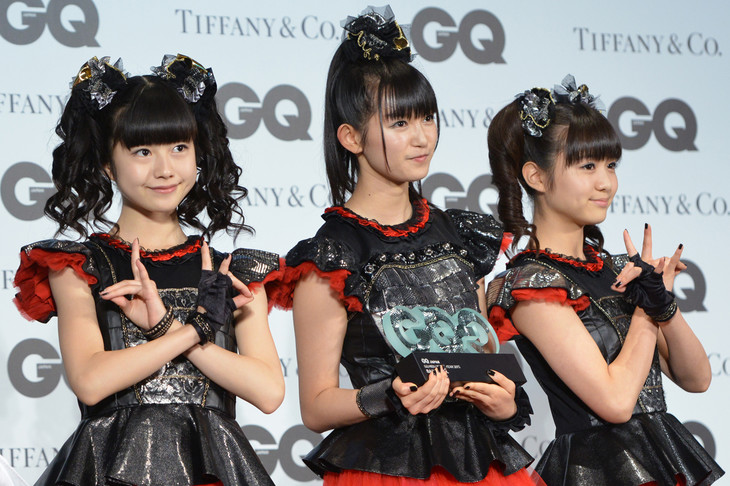
Le Babymetal nel 2015

L'anno 2014 ha portato al successo internazionale dell'autodefinito gruppo idol "kawaii metal" Babymetal, attraverso la hit virale di YouTube Gimme Chocolate!!. Sono state la band di apertura di cinque dei concerti di Lady Gaga nel suo tour ArtRave: The Artpop Ball. Nel 2016, le Babymetal hanno iniziato un tour mondiale alla Wembley Arena di Londra, diventando il primo gruppo giapponese ad essere l'headliner del locale, e il loro album Metal Resistance ha raggiunto il numero 15 nella classifica degli album del Regno Unito, segnando il più alto ingresso di sempre di un gruppo giapponese. Hanno anche fatto il loro debutto televisivo negli Stati Uniti eseguendo Gimme Chocolate !! in The Late Show with Stephen Colbert.
Le Band-Maid hanno guadagnato l'attenzione mondiale intorno al 2015 per il loro aspetto da cameriera "sottomessa" in contrasto con la loro musica aggressiva. Hanno iniziato le attività internazionali l'anno successivo, inclusa la firma per la JPU Records.
Nel 2018, le Lovebites hanno vinto il Metal Hammer Golden Gods Awards per la migliore nuova band ed è diventata la prima band heavy metal giapponese tutta al femminile ad esibirsi al Wacken Open Air in Germania.